# 마르키아노폴리스

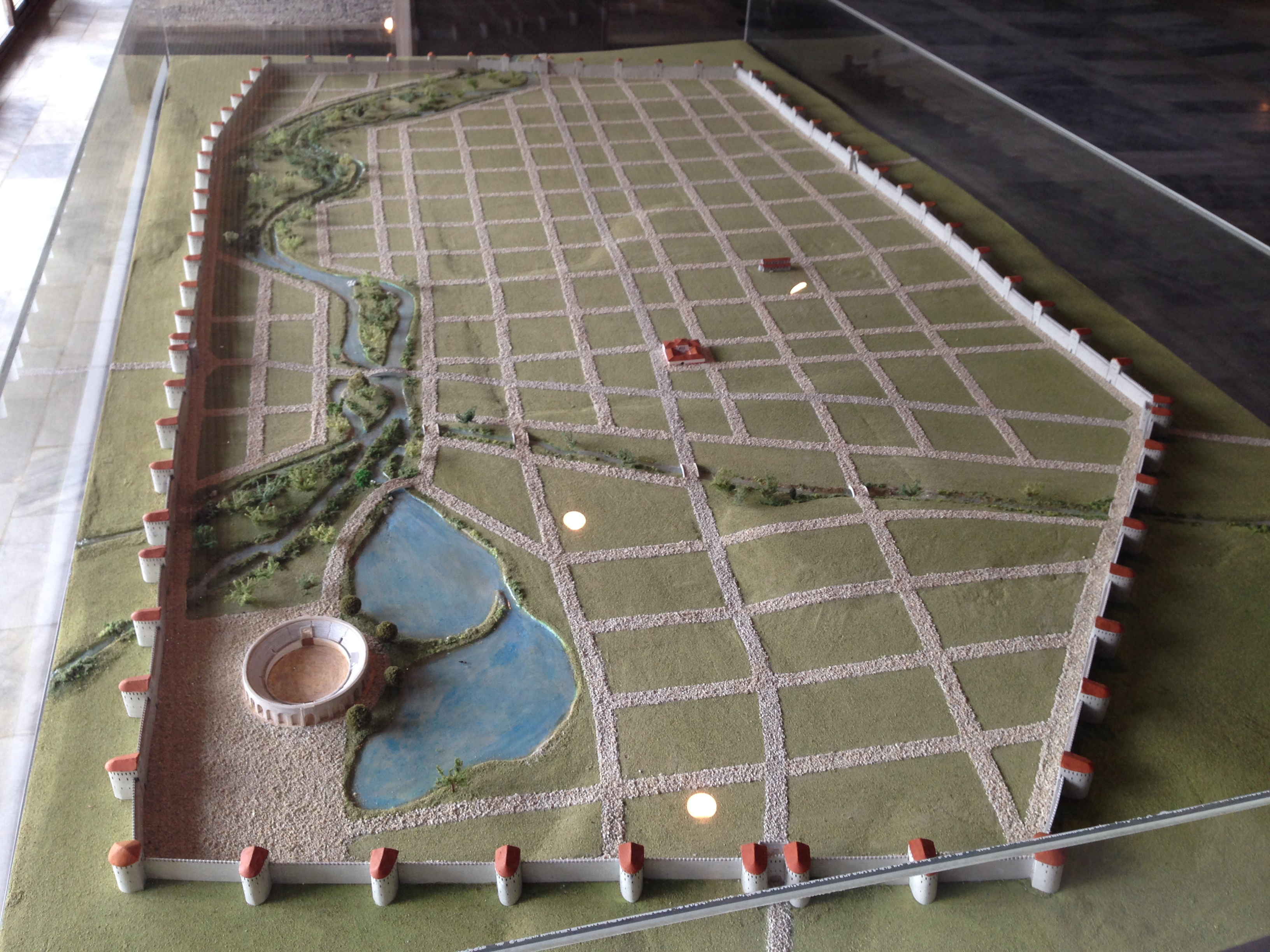
마르키아노폴리스 도시 모형 (데브냐 박물관) 및 도시 중심부에 안티오페 저택의 위치를 나타냄

마르키아노폴리스(Marcianopolis) 또는 파르테노폴리스(Parthenopolis)는 모이시아 인페리오르에 있었던 고대 그리스 및 고대 로마의 도시이다. 오늘날 불가리아의 데브냐라는 도시의 위치에 있었다. 부분적으로 발굴이 이뤄졌고, 마르키아노폴리스의 빌라에 있던 모자이크 바닥들에 관한 박물관 컬렉션으로 알려졌다.

## 역사

250-251년 고트족 침입

로마 황제 트라야누스는 106년에 끝난 제2차 다키아 전쟁 종료 후에 파르테노폴리스라는 고대 도시의 이름을 바꾸었다. 그 도시는 트라야누스의 누이, 울피아 마르키아나의 이름을 따 붙여졌다. 중요한 전략적 거점이었던, 이곳은 187년부터 193년까지 로마령 트라키아의 일부였고, 그 뒤에는 모이시아 인페리오르에 속했다.
세베루스 왕조 시기의 마르키아노폴리스의 번영은 248–249년의 고트족 침입과 그 후의 북쪽의 야만인들의 침입으로 끝이나고 말았다. 로마군은 갈리에누스 집권기 동안인 267년 (혹은 268년)에 이곳에 대한 고트족의 또다른 침입을 격퇴시켰다.
디오클레티아누스 시기, 마르키아노폴리스는 트라키아 대관구의 모이시아 세쿤다 속주의 중심지가 되었고, 3세기 말과 4세기 초에 철저히 재건되었다. 4세기에 이웃한 오데소스 (바르나, Odessos)의 희생으로 중요도가 커졌다. 이곳은 중요한 교회 행정의 중심지이었고 20세기에 이 당시의 교회가 발굴되기도 하였다. 발렌스 황제의 고트 전쟁 기간 (366-369년), 마르키아노폴리스는 동로마 제국의 일시적인 수도였고 이 당시 기록에 의하면 트라키아에서 가장 큰 도시였다.
447년에, 치열했던 우투스강 전투가 종료되자 마자, 아틸라의 훈족들에 파괴되었다.
유스티니아누스 1세 황제가 이곳을 재건하고 요새화했다. 587년에, 아바르족에 약탈되었으나 곧장 비잔티움군에 탈환되었다. 비잔티움군은 도나우강을 건너 아바르족을 공격하기 전인 596년에 이곳에 주둔했다. 꾸준한 야만인들의 침입에도, 마르키니아폴리스는 614-615년에 아바르족의 공격으로 결국에 파괴되기 전까지 중요한 중심지 지위를 유지했으며, 훨씬 후에 지도들에도 꾸준히 계속 언급되었다.
슬라브족들이 7세기에 발칸반도에 정착하였고, 이들은 마르키아노폴리스의 유적을 '데비나'(Devina)라 불렀다.

## 구경거리

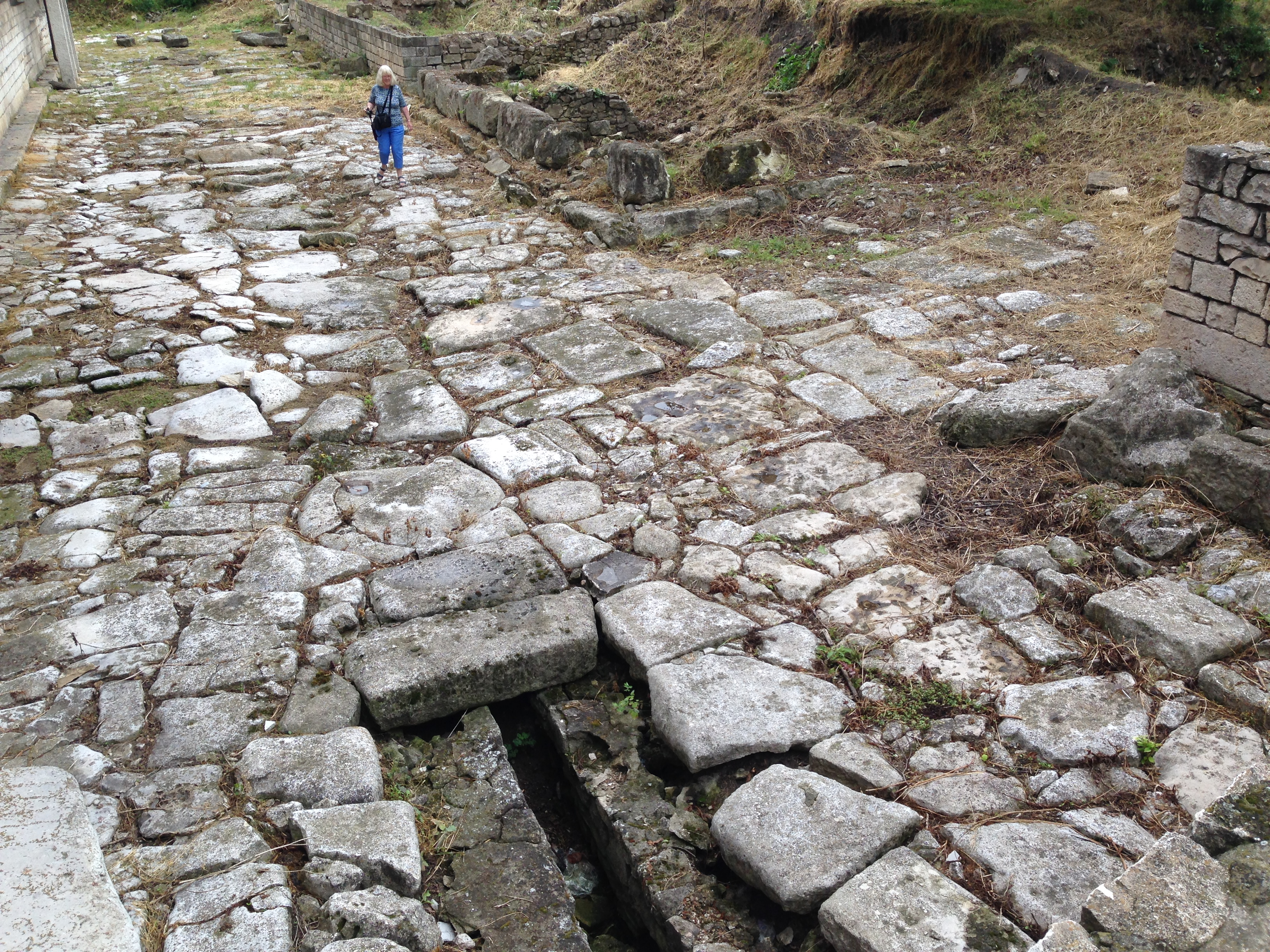
마르키아노폴리스 주요 도로

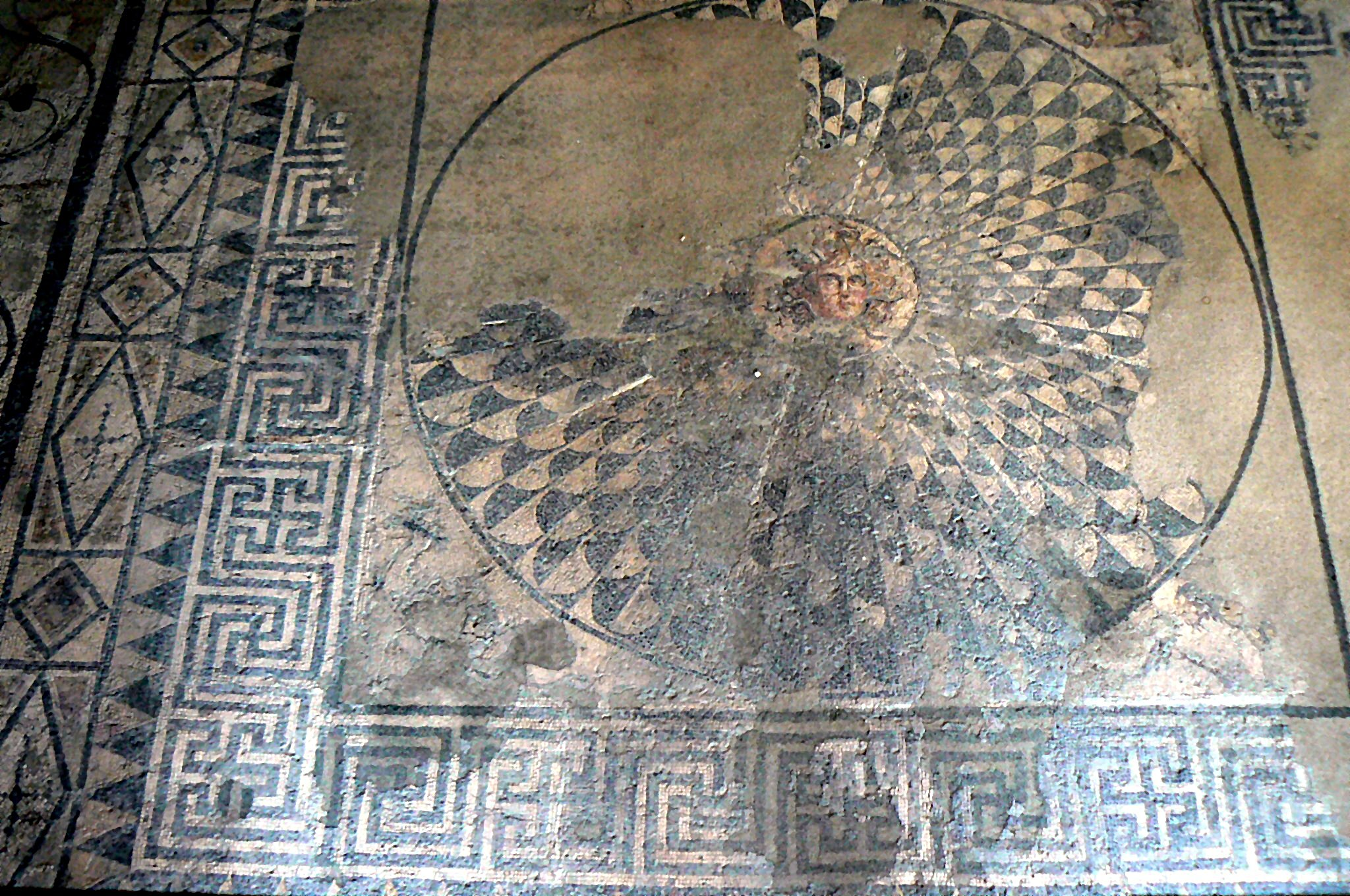
데브냐 모자이크 박물관의 고르곤 메두사의 모습이 등장하는 모자이크

마르키니아폴리스의 유적지에는 원형극장, 일부 도로, 그리고 모자이크 박물관에서 전시되고 있는 3세기 말에서 4세기 초의 로마 시대 빌라인 안티오페 저택의 많은 정교한 모자이크가 있다.